# Komediant (instalacja)
Komediant, tłumaczone także jako Komik (oryg. ang. Comedian) – instalacja artystyczna Maurizio Cattelana po raz pierwszy zaprezentowana podczas Art Basel Miami Beach w Miami w 2019 roku. Przedstawiała banan przyklejony taśmą klejącą do ściany. Ta prowokacja artystyczna przyciągnęła tak duże tłumy widzów, że organizatorzy podjęli decyzję o jej zdjęciu ze względów bezpieczeństwa zwiedzających i innych eksponowanych dzieł.

## Prezentacja instalacji w 2019
Już podczas targów sztuki Art Basel 2019 sprzedano trzy wersje instalacji w cenie po 120 tysięcy dolarów za każdą. Do realizacji instalacji Cattelan wykorzystał banan nabyty w lokalnym sklepie spożywczym. Praca jest nietrwała (owoc jest prawdziwy i podlega rozkładowi), wymaga więc, by przy kolejnych prezentacjach naklejany był świeży banan. Jedna wersja trafiła do kolekcji Muzeum Guggenheima w Nowym Jorku, drugą nabył prywatny kolekcjoner, a trzecia została wystawiona w listopadzie 2024 do sprzedaży w Domu aukcyjnym Sotheby’s.
W czasie prezentacji instalacji w Art Basel w 2019 performer David Datuna odkleił banan ze ściany, po czym go zjadł, a swojemu performansowi nadał tytuł: „Głodny artysta”. Podczas prezentacji na wystawie w Leeum Museum of Art w Seulu przyklejony banan zdjął i zjadł młody artysta Noh Huyn-soo. Następnie nakleił do ściany samą skórkę banana. Na innych wystawach zdarzało się, że zwiedzający zjadali przyklejony banan, bez świadomości jednak, że jest on eksponatem.

### Pozew
W lipcu 2022 kalifornijski artysta Joe Morford pozwał Cattelana o naruszenie jego praw autorskich. Przed sądem w Miami dowodził, że jest autorem pomysłu wykonania instalacji z bananem. Twierdził, że swoją instalację „Banana and Orange” („Banan i pomarańcza”) stworzył już w 2000 i dokonał jej rejestracji w urzędzie patentowym, a w następnym roku pokazał tę pracę na wystawie w Kalifornii. Oba wykonane z plastiku owoce były przyklejone za pomocą srebrnoszarej taśmy do umieszczonego na ścianie kartonu. Postępowanie sądowe trwało rok. Sędzia Robert N. Scola, Jr. orzekł, że prawo autorstwa instalacji z bananem należy do Maurizio Cattelana. W uzasadnieniu wskazał, że porównywane prace różnił kąt nachylenia banana w stosunku do podłogi, użyte materiały, tło (ściana vs. karton) i sposób przyklejenia taśmy. Sędzia przyjął za wiarygodne wyjaśnienie Cattelana, że wcześniej nie znał pracy Morforda.

## Odbiór
Instalacja Cattelana podzieliła środowisko artystyczne. Część krytyków upatrywała w niej inspirację pracami konceptualnymi kwestionującymi wartość samej sztuki. Jako odniesienie wskazywali porcelanowy pisuar zaprezentowany w 1917 przez Marcela Duchampa pod tytułem „Fontanna” z 1917. Eksperci twierdzili też, że praca jest zabawna, absurdalna i „symbolizuje nadmiar sztuki na rynku”. Instalacja była także przyrównywana do pracy Banksy’ego „Dziewczynka z balonem”, która podczas aukcji w londyńskim oddziale Sotheby’s w 2018 uległa zaplanowanemu, samoistnemu zniszczeniu.

## Aukcja w 2024
20 listopada 2024 jedna z trzech wersji instalacji została wystawiona na sprzedaż w nowojorskim domu aukcyjnym Sotheby’s. Przed licytacją przedstawiciel domu aukcyjnego wyjaśnił, że poszczególne elementy prezentowanej instalacji nie są tymi samymi, które w jej pierwotnej wersji były użyte w Art Basel w 2019. Cena wywoławcza wynosiła 800 000 dolarów. Eksponat został sprzedany za 5,2 miliona dolarów (plus prowizje i opłaty). Eksponat nabył chiński kolekcjoner i założyciel kryptowaluty Tron Justin Sun. Łącznie z opłatami obowiązującymi w Sotheby’s zapłacił 6,2 miliona USD. Nabywca otrzymał banan oraz rolkę taśmy klejącej, a także oficjalną instrukcję instalacji dzieła oraz certyfikat autentyczności. 
Nabywca skomentował zakup: „To nie jest po prostu dzieło sztuki”, „to zjawisko kulturowe, które łączy świat sztuki, memów i społeczność kryptowalut”. „Wierzę, że dzieło to zainspiruje dalsze przemyślenia i dyskusje oraz stanie się częścią historii”. Dodał, że zamierza zjeść owoc kupiony podczas aukcji.